# Gens Flavia
La gens Flavia era una famiglia plebea di Roma. I suoi membri vengono menzionati per la prima volta nella storia romana negli ultimi tre secoli prima dell'epoca cristiana. Marco Flavio, un tribuno delle plebe tra il 327 e il 323 a.C., fu il primo dei Flavii a raggiungere una certa importanza; tuttavia, nessun Flavio ottenne un consolato fino al 104 a.C. quando Gaius Flavius Fimbria divenne il primo console.
Il nome Flavio discese da un imperatore all'altro, durante il periodo successivo dell'Impero, a cominciare dal padre di Costantino il Grande, Constantius. Fu allora che il nome gens Flavia divenne comune dopo che Costantino raggiunse il trono della casa Flaviana. Durante la Repubblica, i nomi che seguirono nelle gens Flavia erano Fimbria, Callus, Lucano, e Puao. Quando la famiglia dei Flavii Sabini rivendicò la dignità imperiale, le gens divennero eminenti durante il I secolo d.C..
Una famiglia di Flavii che aveva il cognome Valens viveva in Hatria, l'antico nome di Atri. Durante il periodo imperiale, emigrarono a Roma, dove due di loro servirono come prefetti di diverse corti.

## Membri
Di seguito sono riportati alcuni degli individui di spicco sotto il nome di gens Flavia:
- Marcus Flavius, un tribuno delle plebe nel 327 e nel 323 a.C.[2]
- Gnaeus Flavius, il figlio di un uomo libero,[5] che era segretario di Appius Claudius Caecus, e nel 304 a.C., salì all'ufficio edile[6]
- Quintus Flavius, un augure,[7] che fu accusato dal costruttore Gaius Valerius[2]
- Quintus Flavius, di Tarquinii, uccise lo schiavo Panurgus, uno schiavo comune di Gaius Fannius Chaereas e Quintus Roscius[8]
- Lucius Flavius, un eques, che, nel 70 a.C., diede prove contro Verres[9]
- Gaius Flavius Pusio, citato da Cicerone come uno degli equiti che si opponevano a Marcus Drusus[10]
- Lucius Flavius, un pretore nel 58 a.C.[11] e un sostenitore di Pompeo[12]
- Flavius Gallus, un tribuno militare,  che prestò servizio presso Marcus Antonius nella sua sfortunata campagna contro i Parti nel 36 a.C.[13]